# Tomasz Warakomski
Tomasz Warakomski (ur. 22 czerwca 1989 w Suwałkach) – polski szachista, arcymistrz od 2017 roku.

## Kariera szachowa
Jest trzykrotnym mistrzem Polski juniorów: do lat 12 (Kołobrzeg, 2001), do 14 (Brody, 2003) i do 18 (Łeba, 2007). Dwukrotnie (w latach 2005 i 2006) wystąpił w finałach mistrzostw Polski seniorów, w obu przypadkach zajmując XIII miejsca.
W 2005 r. reprezentował Polskę na mistrzostwach świata juniorów w Belfort, zajmując IV miejsce w grupie do lat 16. Wystąpił również na mistrzostwach Europy w Hercegu Novim, gdzie w tej samej kategorii wiekowej zajął VI miejsce. W 2006 r. zajął II miejsce (za Aloyzasem Kveinysem) w otwartym turnieju w Koszalinie oraz zanotował bardzo udany występ na drużynowych mistrzostwach Polski w Ustroniu, uzyskując najlepszy wynik na III szachownicy. W 2007 r. zdobył w Mielnie tytuł mistrza Polski w szachach błyskawicznych. W 2009 r. podzielił II m. (za Wojciechem Morandą, wspólnie z Władimirem Siergiejewem) w otwartym turnieju memoriału Akiby Rubinsteina. Na przełomie 2009 i 2010 r. podzielił I m. (wspólnie Aleksandrem Zubowem i Pawłem Czarnotą) w turnieju Cracovia w Krakowie. W 2011 r. zdobył w barwach klubu „Polonia Warszawa” tytuł drużynowego mistrza Polski. W 2013 r. zwyciężył w turnieju open w Kowalewie Pomorskim. W 2015 r. zdobył w Zabrzu złoty medal akademickich mistrzostw Polski. W 2015 r. wygrał turniej kołowy w Polanicy-Zdroju. W 2017 r. wygrał samodzielnie turnieje OPEN w Czeskich Budziejowicach oraz w Polanicy-Zdroju.
Najwyższy ranking w dotychczasowej karierze osiągnął 1 października 2017 r., z wynikiem 2537 punktów zajmował wówczas 21. miejsce wśród polskich szachistów.

## Życie prywatne
Młodsza siostra Tomasza Warakomskiego, Anna, jest również znaną szachistką (posiada tytuł mistrzyni FIDE).
W dniach 11–18 sierpnia 2017 r. odbył się I Memoriał Ireny Warakomskiej, mamy Tomasza Warakomskiego, który został zorganizowany przez rodzinę Państwa Warakomskich.